# Касимов, Николай Сергеевич
Никола́й Серге́евич Каси́мов (род. 16 мая 1946, Москва) — советский и российский географ, учёный в области физической географии, геохимии ландшафта и биогеохимии, академик РАН. Президент географического факультета Московского государственного университета имени М. В. Ломоносова (с 2015), первый вице-президент Русского географического общества (с 2000). Доктор географических наук, профессор. Заслуженный географ Российской Федерации (2020).
С 1967 года и до настоящего времени работает на географическом факультете МГУ имени М. В. Ломоносова, где прошел путь от младшего научного сотрудника до заведующего кафедрой (с 1987 г. по настоящее время), декана (1990—2015 гг.) и президента (с 2015 г. по настоящее время) факультета. В 2000 году избран членом-корреспондентом РАН. В 2008 году — академиком РАН.

## Биография
Родился 16 мая 1946 года в Москве.
В 1963 году после выпуска из Болшевской средней школы поступает на кафедру физической географии СССР (ныне — кафедра физической географии мира и ландшафтоведения) географического факультета МГУ имени М. В. Ломоносова. С тех пор практически вся жизнь Николая Сергеевича Касимова неразрывно связана с географическим факультетом. После получения диплома с отличием об окончании факультета в 1968 году Николай Сергеевич поступает в аспирантуру, которая завершается успешной защитой кандидатской диссертации на тему «Геохимия ландшафтов зон разломов» в 1972 году. На кафедре геохимии ландшафтов и географии почв прошёл путь от научного сотрудника до заведующего кафедрой (с 1987 года по настоящее время) и профессора (1990). В 1984 году защитил докторскую диссертацию на тему «Палеогеохимия ландшафтов степей и пустынь». В январе 1990 года избран деканом географического факультета МГУ имени М. В. Ломоносова, в должности которого проработал 25 лет. На посту декана факультета являлся главным редактором научного журнала «Вестник Московского университета. Серия 5. География».
В 2000 году Николай Сергеевич Касимов избран член-корреспондентом Российской Академии Наук. С этого же года — первый вице-президент Русского географического общества, председатель Ученого совета Русского географического общества, председатель комиссии по географическому и экологическому образованию Русского географического общества. Председатель Московского городского отделения Русского географического общества.
В 2008 году Николай Сергеевич Касимов избран академиком РАН по отделению океанологии, физики атмосферы и географии. С 2008 года и по настоящее время является главным редактором международного научного журнала «Geography. Environment. Sustainability», а также членом редколлегий научных журналов «Известия РАН. Серия географическая», «Экология и жизнь», «Известия Русского географического общества», «Геодезия и картография», «Journal of Geography in Higher Education», «Regional Environmental Change», «Urban Сlimate Journal» и некоторых других.
С 2015 года Николай Сергеевич Касимов — Президент географического факультета МГУ имени М. В. Ломоносова. С 2020 года является председателем рабочей группы Русского географического общества по содействию реализации историко-географических проектов на территории Арктической зоны Российской Федерации.

## Педагогическая деятельность
Как педагог Николай Сергеевич Касимов внёс значительный вклад в развитие географического и экологического образования в классических университетах страны в качестве председателя Научно-методических советов по географии, экологии и устойчивому развитию. Под его руководством разрабатывались все федеральные государственные образовательные стандарты «География» и «Экология и природопользование» за последние 25 лет. На географическом факультете МГУ имени М. В. Ломоносова в течение многих лет он читает лекционные курсы «Геохимия ландшафта» и «Геохимия природных и техногенных ландшафтов». Под руководством Н. С. Касимова подготовлены 1 докторская и 15 кандидатских диссертаций.
Николай Сергеевич Касимов — заслуженный профессор МГУ имени М. В. Ломоносова, лауреат премии имени М. В. Ломоносова за педагогическую деятельность (1998) и дважды (в 2000 и 2012) — Премией Правительства Российской Федерации в области образования. В 1998 году Н. С. Касимову присвоено звание «Почетный работник высшего профессионального образования РФ». В 2005 году за заслуги в научной и педагогической деятельности и большой вклад в подготовку высококвалифицированных специалистов награждён орденом Дружбы. В 2019 году заслуги в научно-педагогической деятельности, подготовке высококвалифицированных специалистов и многолетнюю добросовестную работу награждён орденом Почёта.

## Научная деятельность
Продолжая дело своих учителей географов-геохимиков А. И. Перельмана и М. А. Глазовской, Николай Сергеевич Касимов внес значительный вклад в развитие научных основ геохимии и биогеохимии ландшафтов. Им получены фундаментальные результаты в области геохимии и палеогеохимии степных и пустынных ландшафтов, аквальных ландшафтов дельт юга России (реки Волга, Дон, Кубань, Селенга), разработаны научно-методические основы эколого-геохимической оценки городов и городских ландшафтов, влияния горнодобывающей и ракетнокосмической деятельности на окружающую среду, а также комплексного гидролого-геохимического анализа бассейновых систем. Вклад в фундаментальную науку отражён в большом количестве монографий и научных статей по геохимии ландшафтов, проблемам окружающей среды, вопросам географического и экологического образования. За научные труды Николай Сергеевич Касимов награждён премией имени М. В. Ломоносова МГУ (2000), Большой золотой медалью РГО, а также является лауреатом премии Правительства Российской Федерации в области науки и техники (2004) и в области туризма (2014). Как географ имеет звания «Почётный метеоролог», «Почётный геодезист», «Заслуженный географ Российской Федерации» (2020).

## Основные работы

### Учебники и учебные пособия
- Гаврилова И. П., Касимов Н. С. Практикум по геохимии ландшафта. — М.: Географический факультет МГУ, 1989.
- Перельман А. И., Касимов Н. С. Геохимия ландшафтов. — М.: «Астерия-2000», 2000. — 610 с.
- Башкин В. Н., Касимов Н. С. Биогеохимия. — М.: «Научный мир», 2004. — 648 с.
- Касимов Н. С. Экогеохимия ландшафтов. — М.: ИП Филимонов М. В., 2013. — 208 с.

### Монографии
- Касимов Н. С. Геохимия ландшафтов зон разломов (на примере Казахстана). — М.: Издательство МГУ, 1980. — 120 с.
- Касимов Н. С. Геохимия степных и пустынных ландшафтов. — М.: Издательство МГУ, 1988. — 254 с.
- Дьяконов К. Н., Касимов Н. С., Тикунов В. С. Современные методы географических исследований. — М.: «Просвещение», 1996. — 207 с.
- Касимов Н. С., Гаврилова И. П., Герасимова М. И., Богданова М. Д. Ландшафтно-геохимическая карта России, масштаб 1:7 500 000 — М.: «Феория», 2013.
- Касимов Н. С., Власов Д. В., Кошелева Н. Е., Никифорова Е. М. Геохимия ландшафтов Восточной Москвы — М.: «АПР», 2016. — 276 с.
- Касимов Н. С., Касатенкова М. С., Ткаченко А. Н., Лычагин М. Ю., Крооненберг С. Б. Геохимия лагунно-маршевых и дельтовых ландшафтов Прикаспия, 2016.

В качестве автора-редактора, ответственного редактора:
- География, общество, окружающая среда, в 7 томах. — М.: «Городец», 2004.
- Современные глобальные изменения природной среды, в 4 томах. — М.: «Научный мир», 2006—2012.
- Геохимия ландшафтов. К 100-летию со дня рождения Александра Ильича Перельмана. — М.: «АПР», 2017. — 544 с.
- Регионы и города России: интегральная оценка экологического состояния — М.: ИП Филимонов М. В., 2014. — 560 с.
- Национальный атлас Арктики — М.: «Роскартография», 2017. — 496 с.
- Экологический атлас России — М.: «Феория», 2017. — 510 с.
- Эколого-географический атлас-монография Селенга-Байкал — М.: Географический факультет МГУ, 2019. — 288 с.

## Членство в организациях
- Действительный член (академик) Российской академии наук (с 2008 г.)
- Вице-президент (с 1995 г.), первый вице-президент (с 2014 г.), член Управляющего совета Русского географического общества
- Председатель Учебно-методического совета по географическому и экологическому образованию Министерства образования и науки РФ (1990—2015)
- Председатель общественного совета Министерства природных ресурсов и экологии (2012—2018)
- Председатель Учебно-методического совета по экологии и природопользованию учебно-методического объединения Наук о Земле (с 2015 г.)
- Член Международного географического союза
- Член Международного общества почвоведов
- Почетный доктор Воронежского государственного университета
- Член Финской академии наук и словесности (Finnish Academy of Science and letters)
- Иностранный член Монгольской академии наук (с 2022 г.)

## Награды и звания
- Почётная грамота Президента Российской Федерации (5 февраля 2024 года) — за заслуги в развитии отечественной науки, многолетнюю плодотворную деятельность и в связи с 300-летием со дня основания Российской академии наук[7]
- Орден Почета (2019)[8]
- Орден Дружбы (2005)[9]
- Заслуженный географ Российской Федерации (2020)[10]
- Благодарность мэра Москвы (2021)[11]
- Хрустальный компас, Русское географическое общество (2018)[12]
- Большая золотая медаль, Русское географическое общество (2016)[12]
- Премия Правительства Российской Федерации в области туризма (2015)
- Премия правительства РФ в области образования (2012)
- Премия правительства РФ в области науки и техники (2004)
- Премия правительства РФ в области образования (2001)
- Лауреат премии имени М. В. Ломоносова за научную деятельность (2000)[12][11]
- МГУ имени М. В. Ломоносова, Россия
- Лауреат премий имени М. В. Ломоносова за педагогическую деятельность (1998)
- Почётный работник высшего профессионального образования Российской Федерации (1998)
- Медаль «В память 850-летия Москвы» (1997)
- «Почетный геодезист»
- «Почетный гидрометеоролог»